# Crouttes-sur-Marne
Crouttes-sur-Marne ist eine französische Gemeinde mit 607 Einwohnern (Stand: 1. Januar 2022) im Département Aisne in der Region Hauts-de-France (frühere Region: Picardie). Die Gemeinde gehört zum Arrondissement Château-Thierry und ist Teil des Kantons  Essômes-sur-Marne.
Die Einwohner werden als Crouttats bezeichnet.

## Geographie
Die Weinau treibende Gemeinde (AOC Champagne) liegt am Nordufer der Marne zwischen dem viereinhalb Kilometer östlich gelegenen Charly-sur-Marne und Nanteuil-sur-Marne an der Grenze zum Département Seine-et-Marne.
Zur Gemeinde gehören die Ortschaften Petit-Porteron (marneaufwärts) und Montmilon (marneabwärts).
Nördlich schließt sich Bézu-le-Guéry an, im Süden jenseits der Marne Citry.
Durch die Gemeinde verläuft die dem Tal der Marne folgende Départementsstraße D969. Bahnanschluss besteht über den nahe gelegenen Bahnhof Nanteuil-Saâcy.

## Bevölkerungsentwicklung
| Jahr                       | 1962 | 1968 | 1975 | 1982 | 1990 | 1999 | 2007 | 2017 |
| Einwohner                  | 551  | 559  | 580  | 565  | 594  | 628  | 647  | 647  |
| Quellen: Cassini und INSEE |      |      |      |      |      |      |      |      |

## Sehenswürdigkeiten
- Die auf das 12. Jahrhundert zurückgehende Kirche Saint-Quiriace ist seit 1928 als Monument historique eingetragen (Base Mérimée PA00115642).

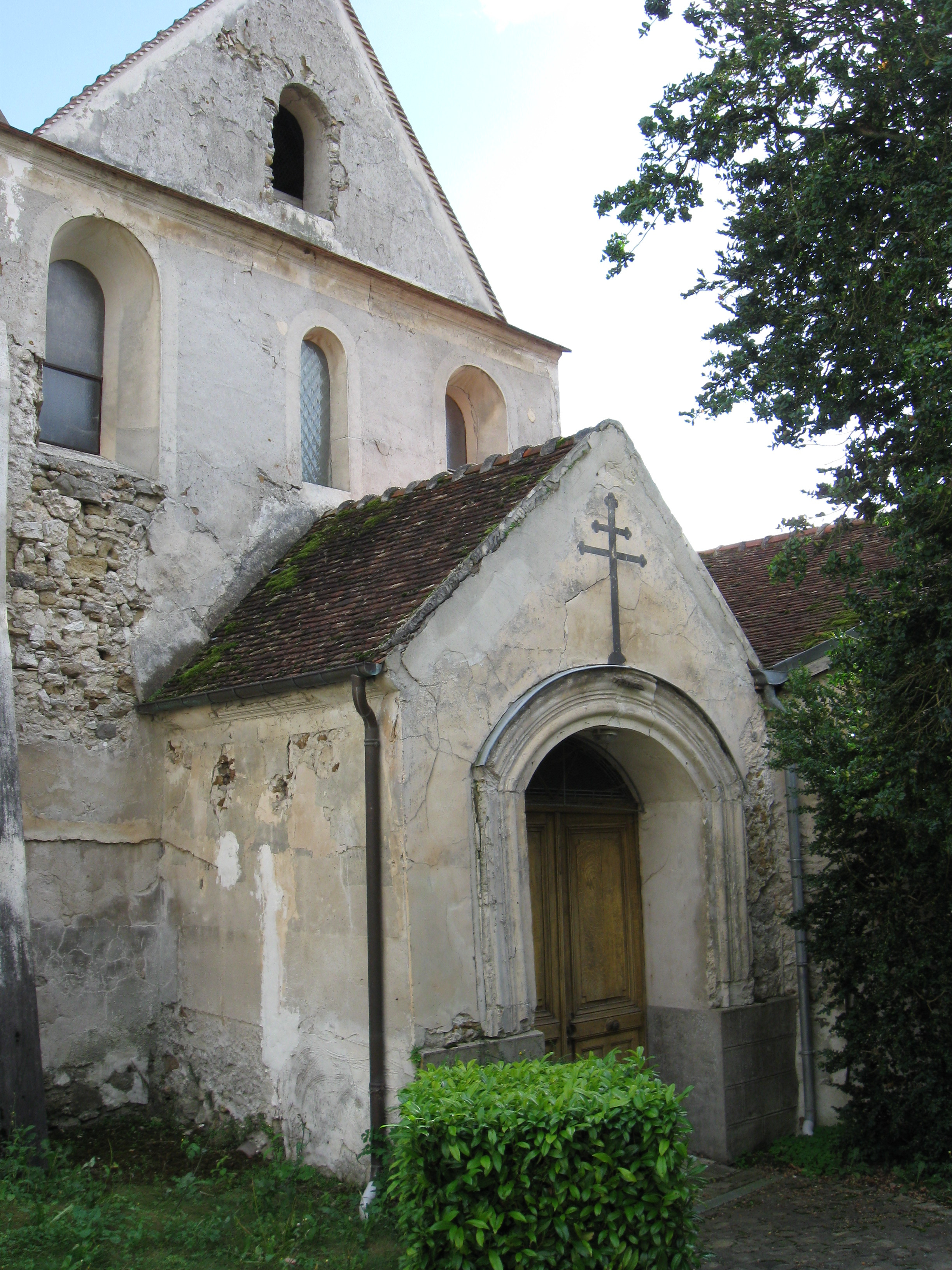
Portal der Kirche Saint-Quiriace